# Валь-д’Озон
Валь-д’Озо́н (фр. Val-d'Auzon) — коммуна во Франции, находится в регионе Шампань — Арденны. Департамент — Об. Входит в состав кантона Пине. Округ коммуны — Труа.
Код INSEE коммуны — 10019.
Коммуна расположена приблизительно в 160 км к востоку от Парижа, в 65 км южнее Шалон-ан-Шампани, в 25 км к северо-востоку от Труа.

## Население
Население коммуны на 2020 год составляло 380 человек.
| 1962 | 1968 | 1975 | 1982 | 1990 | 1999 | 2008 | 2020 |
| ---- | ---- | ---- | ---- | ---- | ---- | ---- | ---- |
| 431  | 434  | 417  | 342  | 329  | 351  | 399  | 380  |

## Экономика
В 2007 году среди 238 человек в трудоспособном возрасте (15—64 лет) 189 были экономически активными, 49 — неактивными (показатель активности — 79,4 %, в 1999 году было 75,2 %). Из 189 активных работали 172 человека (99 мужчин и 73 женщины), безработных было 17 (9 мужчин и 8 женщин). Среди 49 неактивных 17 человек были учениками или студентами, 12 — пенсионерами, 20 были неактивными по другим причинам.

## Достопримечательности
- Церковь Сен-Мартен-де-Озон-ле-Маре. Построена в начале XI века, апсида и трансепт были переделаны в XVI веке, колокольня построена в XVIII веке. Памятник истории с 1926 года[3]
- Церковь Сен-Мартен-де-Монтаньон. Нынешнее здание датируется XVI веком. Церковь была реконструирована в 1871 году по проекту архитектора Буланже
- Церковь Сен-Мартен-де-Вильардуэн (XIII век)